# 过风楼镇
过风楼镇，是中华人民共和国陕西省商洛市商南县下辖的一个乡镇级行政单位。
2015年，陕西省民政厅批复同意撤销水沟镇，并入过风楼镇。

## 行政区划
过风楼镇下辖以下地区：
徐家店村、青山河村、小栗园村、县河口村、安沟村、太平庄村、梭子棚村、白玉沟村、柳树湾村、水利沟村、双垣村、小栗沟村、耀岭河村、水沟村、太白村、炭沟村、八里坡村、千家坪村和联合村。